# Siegbert Tarrasch
Siegbert Curt Tarrasch (* 5. März 1862 in Breslau; † 17. Februar 1934 in München) war ein deutscher Schachspieler. Im späten 19. und frühen 20. Jahrhundert gehörte er zu den stärksten Spielern der Welt sowie zu den bedeutendsten Schachtheoretikern.

## Schachspieler

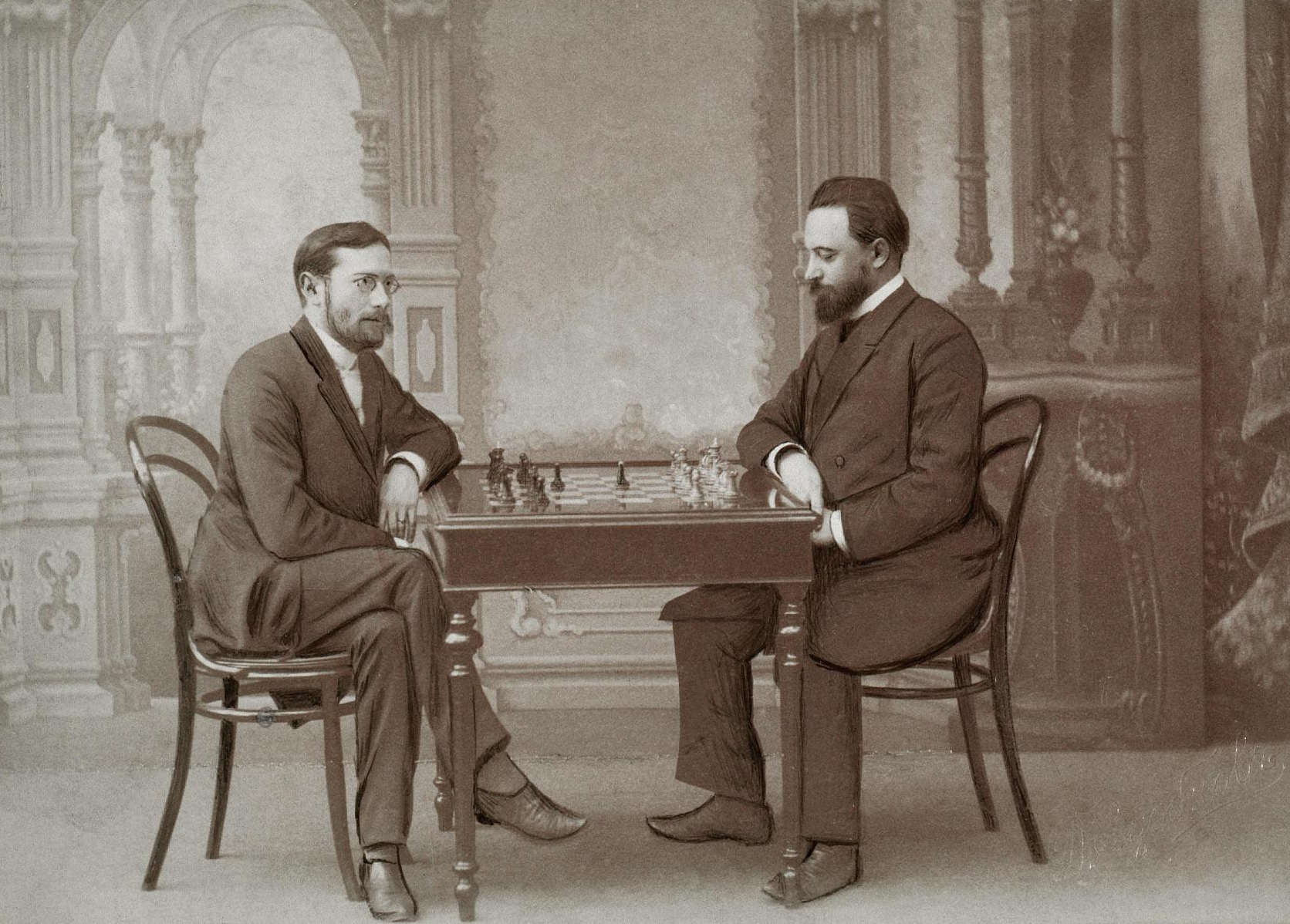
Schachspiel Tarrasch gegen Michail Tschigorin im Schachclub St. Petersburg am 8. April 1893.

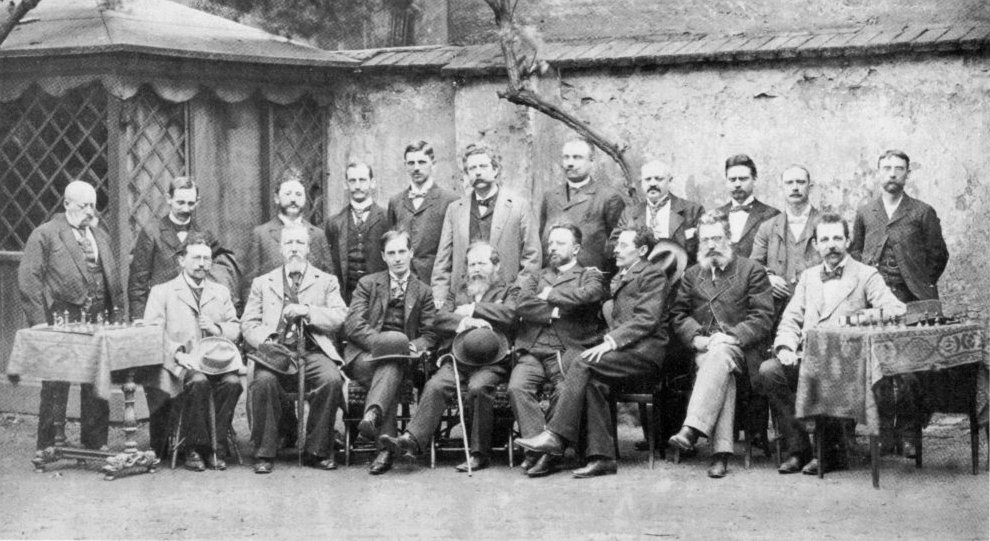
Teilnehmer des Kaiser-Jubiläums-Turniers, Wien 1898. Ganz links stehend Adolf Schwarz und Carl Schlechter, ganz links sitzend Tarrasch.

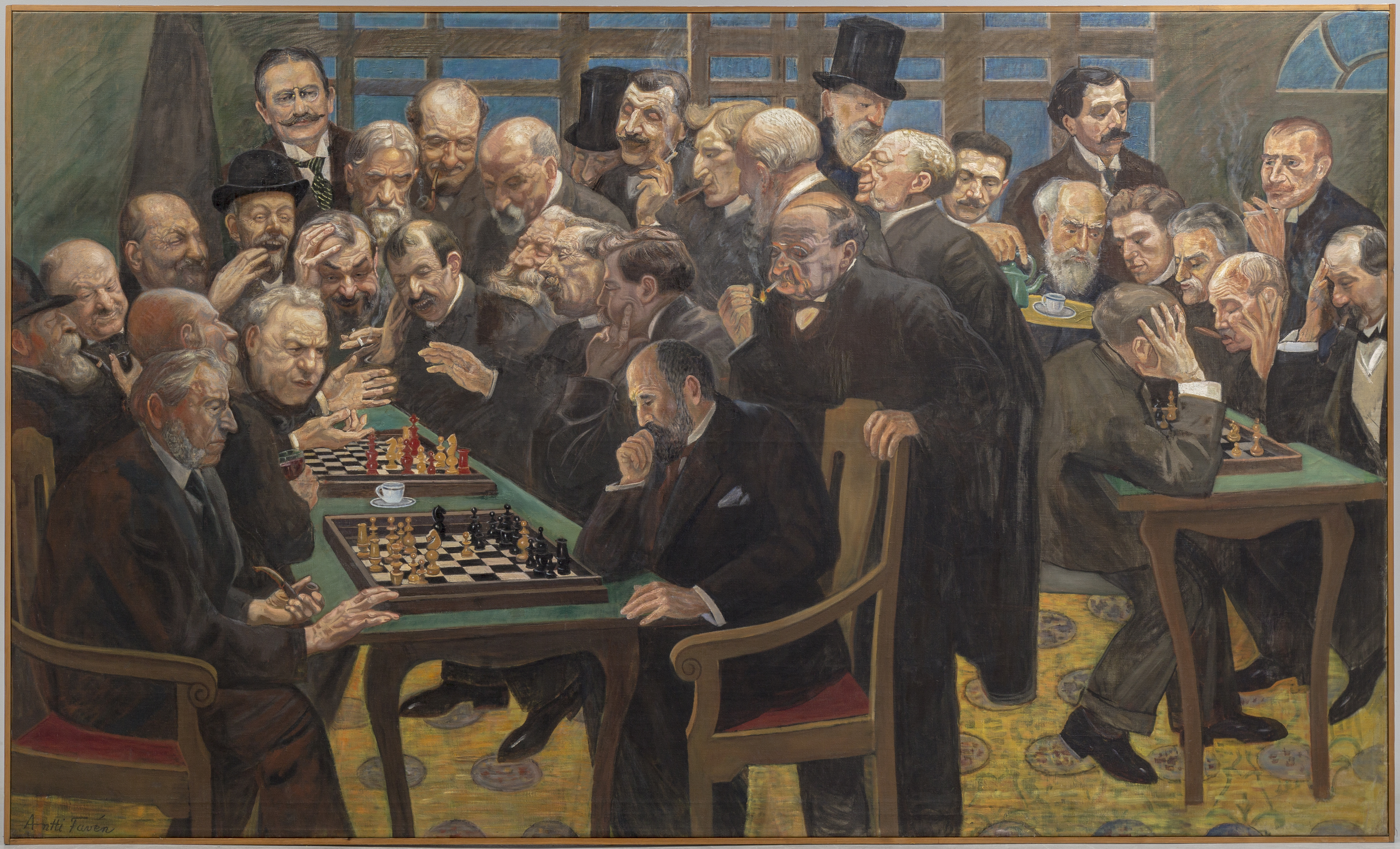
Tarrasch auf einem Gemälde von Antti Favén verewigt (hinten ganz links) im Café de la Régence in Paris, einem Treffpunkt von Schachenthusiasten, darunter auch Frank Marshall (mit Zigarre in der Mitte) und Ossip Bernstein (am Brett vorne rechts).

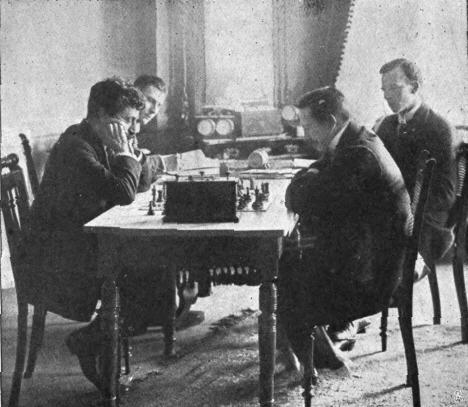
Weltmeisterschaftsspiel Lasker gegen Tarrasch, 1908.

Neben seiner beruflichen Tätigkeit als Arzt widmete er sich in seiner Freizeit mit aller Leidenschaft dem Schachspiel. Sein erstes Turnier gewann er im Jahre 1883 in Nürnberg und galt bald als einer der weltbesten Spieler. Aus beruflichen Gründen musste er eine Einladung des Schachclubs in Havanna ablehnen, der einen Wettkampf zwischen Tarrasch und dem amtierenden Schachweltmeister Wilhelm Steinitz um die Weltmeisterschaft ausrichten wollte. 1892 lehnte Tarrasch ein Angebot ab, sich in einem Wettkampf mit Emanuel Lasker zu messen, da dieser damals noch keine herausragenden Erfolge vorzuweisen hatte. Umso härter traf ihn, dass Lasker 1894 Steinitz die Krone des Weltmeisters abnahm.
Im Jahre 1894 gewann Tarrasch in Leipzig das Internationale Turnier beim 9. Kongress des Deutschen Schachbundes. Davor siegte er bereits 1889 in Breslau (6. DSB-Kongress) und 1892 in Dresden (7. DSB-Kongress). Um die Jahrhundertwende hatte Tarrasch seine größten Erfolge, hervorzuheben sind besonders seine ersten Plätze beim Kaiser-Jubiläums-Turnier Wien 1898 und in Monte-Carlo 1903. Zu dieser Zeit wurde vom „Turnierweltmeister“ Tarrasch gesprochen.
Ein Kampf um die Weltmeisterschaft mit Emanuel Lasker kam erst 1908 nach langwierigen Verhandlungen zustande. Tarrasch hatte zu diesem Zeitpunkt seinen Leistungszenit bereits überschritten. Das WM-Match wurde in Düsseldorf und München ausgetragen. Tarrasch unterlag deutlich mit 3:8 bei fünf Remisen, was er nie ganz verwinden konnte.
Beim internationalen Schachturnier zu Sankt Petersburg 1914 belegte Tarrasch den 4. Rang nach Lasker, José Raúl Capablanca und Alexander Aljechin und vor Frank Marshall. Er erhielt zudem einen der drei vergebenen Schönheitspreise für seinen Sieg über Aaron Nimzowitsch.
Tarrasch forderte nach seiner Niederlage gegen Lasker eine Revanche, ein weiterer Wettkampf mit Lasker kam aber erst 1916 zustande. Diesen Wettkampf, bei dem es nicht um den Titel ging, verlor Tarrasch noch klarer (0:5 bei 1 Remis). Er wurde im Berliner Kerkau-Palast ausgetragen.
Tarrasch nahm bis 1928 weiter an bedeutenden Schachturnieren teil, wobei große Erfolge ausblieben. Bei der Schacholympiade 1927 in London spielte er am ersten Brett der deutschen Mannschaft und holte 8,5 Punkte aus 15 Partien. Seine beste historische Elo-Zahl betrug 2824. Er erreichte sie im Juni 1895. In den Jahren 1890 und 1891 war er Weltranglisten-Erster.

## Theoretiker
Mindestens ebenso bedeutend wie seine Turniererfolge ist Tarraschs theoretisches und literarisches Wirken. Die drei großen Bücher Tarraschs Dreihundert Schachpartien (1895), Die moderne Schachpartie (1912) und Das Schachspiel (1931) sind unbestritten Klassiker der Schachliteratur. Schon zu Lebzeiten bezeichnete man Tarrasch als Praeceptor Germaniae (Lehrmeister Deutschlands). Er lehrte, aufbauend auf Steinitz, die Wichtigkeit der Beherrschung des Zentrums. Außerdem war er davon überzeugt, dass es in beinahe jeder Stellung einen absolut „besten Zug“ gebe, den es zu finden gelte. Er wurde damit zu einem Wegbereiter des modernen Schachspiels. Kritiker bezeichneten Tarraschs Lehren allerdings teilweise als zu dogmatisch. Aus heutiger Sicht wird der Vorwurf, Tarrasch sei in seinen Lehren dogmatisch gewesen, vereinzelt als unsachlich zurückgewiesen.
Tarrasch war bestrebt, Schach als Volkssport in Deutschland zu etablieren, und machte sich um dessen Popularisierung sehr verdient.
Weiterhin schrieb Tarrasch regelmäßig für mehrere Schachzeitschriften. Seine Kommentare waren zuweilen so scharf und bissig, dass es zu langen Auseinandersetzungen mit den Angegriffenen kam, z. B. mit dem Wiener Schachmeister und -Publizisten Georg Marco oder mit Aaron Nimzowitsch.
Ab Oktober 1932 brachte Tarrasch eine eigene Zeitschrift (Tarraschs Schachzeitung) heraus. Obwohl als Jude geboren, konnte er die Zeitschrift bis zu seinem Tode weiterführen, da die Nationalsozialisten sie nicht verboten. Ob für diese „Schonung“ der Respekt vor dem großen Meister oder die damals seit der nationalsozialistischen Machtergreifung vergangene kurze Zeit ausschlaggebend waren, ist nicht bekannt.
Einige Eröffnungsvarianten sind nach Tarrasch benannt. So die Tarrasch-Verteidigung im Damengambit, die er erfunden und immer wieder propagiert hat, und die Tarrasch-Variante der Französischen Verteidigung. Beide Varianten erfreuen sich heute ungebrochener Beliebtheit und sind fester Bestandteil des Eröffnungs-Repertoires vieler Großmeister. Ferner wird eine Variante der Spanischen Partie als Tarrasch-Falle bezeichnet, nach einer Partie von Tarrasch gegen Marco aus dem Jahre 1892.

## Schachkomposition
Auch auf dem Gebiet der Schachkomposition war Tarrasch aktiv. Er komponierte einige Studien. Nachfolgendes Läuferendspiel dient als Beispiel zur Illustration.
|   | a | b | c | d | e | f | g | h |   |
| 8 |   |   |   |   |   |   |   |   | 8 |
| 7 |   |   |   |   |   |   |   |   | 7 |
| 6 |   |   |   |   |   |   |   |   | 6 |
| 5 |   |   |   |   |   |   |   |   | 5 |
| 4 |   |   |   |   |   |   |   |   | 4 |
| 3 |   |   |   |   |   |   |   |   | 3 |
| 2 |   |   |   |   |   |   |   |   | 2 |
| 1 |   |   |   |   |   |   |   |   | 1 |
|   | a | b | c | d | e | f | g | h |   |

Lösung:
1. Kb2–c3 Ke1–f2

2. Kc3–d4 Kf2–f3

3. Kd4–e5 Kf3–g4

4. Ke5–f6 Kg4–h5

5. g7–g8D! räumt g7 mit einem Beschäftigungsopfer Lh7xg8

6. Kf6–g7 Kh5–g5

7. h2–h3! Wartezug Kg5–h5

8. h3–h4 Zugzwang Weiß gewinnt.

Nach einem Königszug wird der Läufer geschlagen und der Weg zur Umwandlung ist frei.

## Zitate
„Das Schachspiel hat wie die Liebe, die Musik, die Fähigkeit, den Menschen glücklich zu machen.“

„Misstrauen ist die notwendigste Eigenschaft des Schachspielers.“

„Es reicht nicht ein guter Spieler zu sein... man muss auch gut spielen.“

## Leben

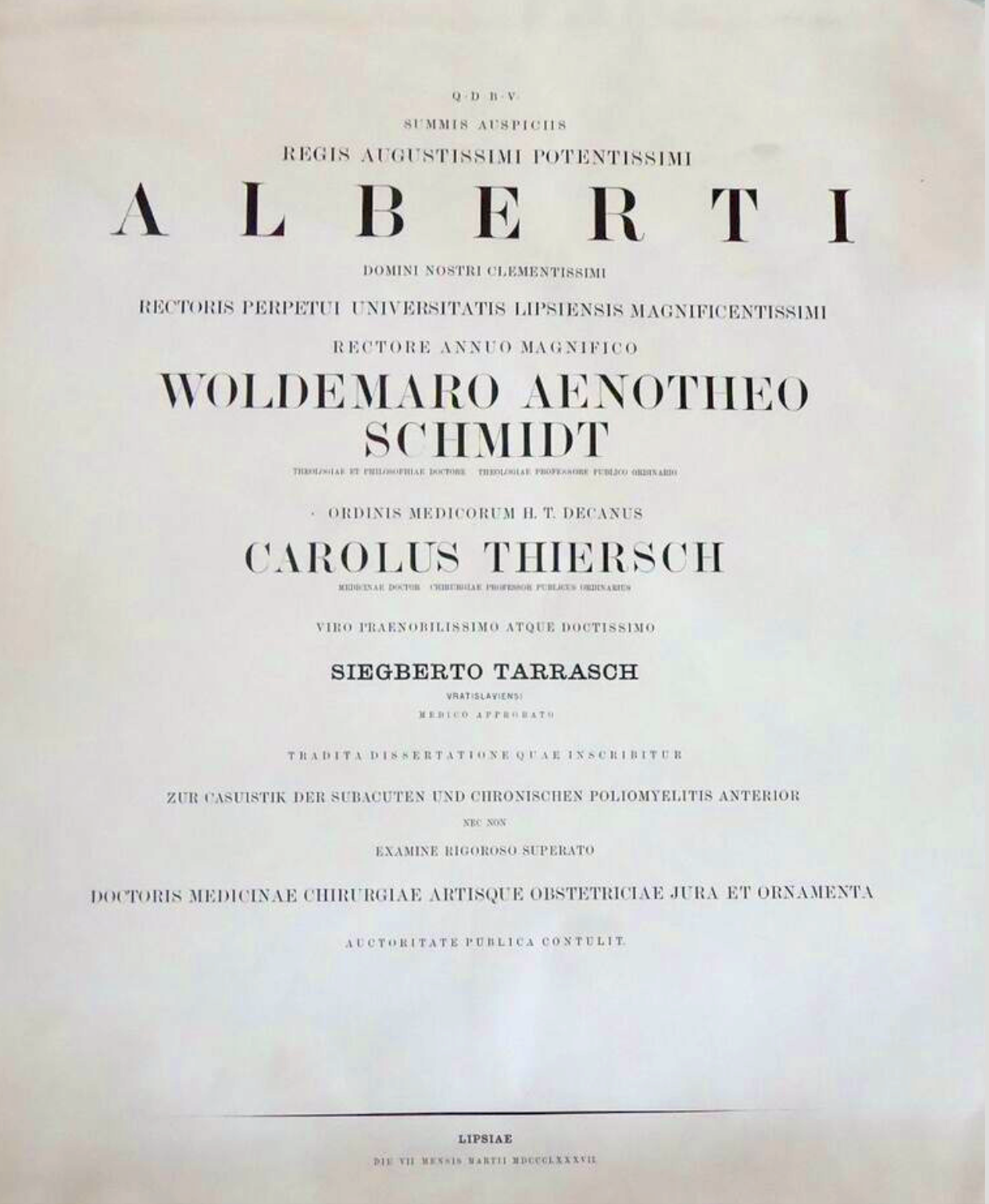
Promotionsurkunde von Siegbert Tarrasch vom 7. März 1887 der Universität Leipzig

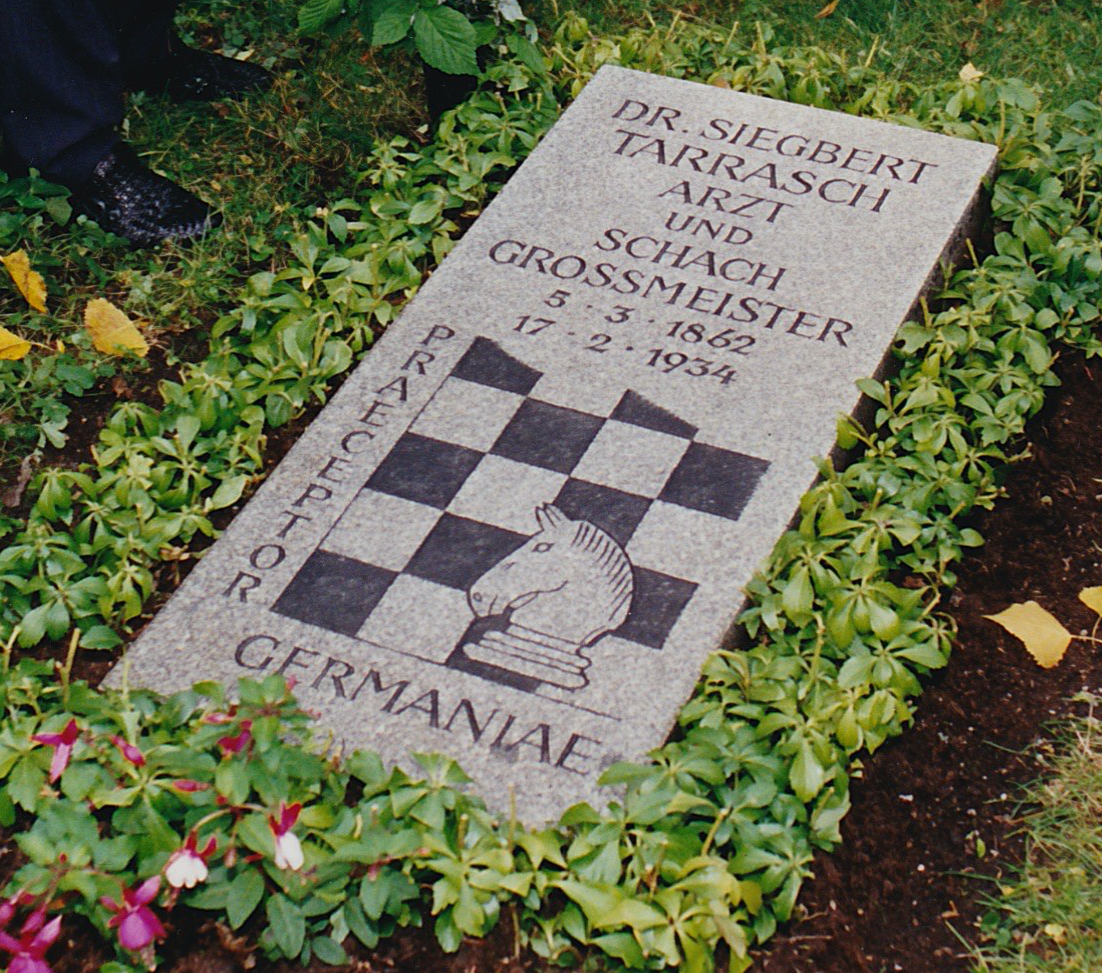
Grab von Siegbert Tarrasch am Münchner Nordfriedhof. (Foto: Alfred Schattmann)

Siegbert Tarrasch wurde als Sohn der jüdischen Eltern Moritz Tarrasch, Kaufmann in Breslau und Philippine Tarrasch, geborene Grabower (Graposroy) geboren. Er besuchte in Breslau die jüdische Grundschule und wechselte als 8-jähriger auf das renommierte Elisabet-Gymnasium, wo er 1880 das Abitur bestand. Danach studierte er Medizin an der Friedrich-Wilhelms-Universität zu Berlin und anschließend an der Vereinigten Friedrichs-Universität Halle-Wittenberg. Nach Abschluss seines Studiums arbeitete er ab 1886 für ein Jahr als praktischer Arzt in Geroldsgrün (Oberfranken). Er wurde am 7. März 1887 an der Universität Leipzig zum Dr. med. promoviert. Der Titel seiner Promotionsarbeit war: „Zur Casuistik der subacuten und chronischen Poliomyelitis anterior“. Doktorvater war Paul Flechsig, Zweitgutachter Felix Victor Birch-Hirschfeld, Carl Thiersch war Examinator im Rigorosum. Im selben Jahr ging er nach Nürnberg und war dort bis 1914  als Arzt tätig. Am 30. September 1914 zog er nach München um, wo er in der Rheinstraße 22/I lebte. Er war mit Anna Rosalie, geb. Rudolf (1865–1940), verheiratet und hatte drei Söhne und drei Töchter, wobei eine Tochter früh verstarb. Der erste Sohn Friedrich („Fritz“) Max Tarrasch (* 11. März 1888) war Leutnant und Träger des Eisernen Kreuzes. Er starb am 14. Mai 1915 an der Westfront des Ersten Weltkriegs. Der zweite Sohn, Hans Richard (* 6. Juli 1890), kam 1916 bei einem Unfall ums Leben. Der dritte Sohn Paul (* 15. April 1892) war im Schachspiel sehr talentiert, allerdings verstarb er im Alter von 20 Jahren, am 9. September 1912, in Hamburg. Als Todesursache wurde „akute Herzlähmung“ angegeben, tatsächlich handelte es sich aber um einen Suizid aus Liebeskummer. Im Alter von 47 Jahren konvertierte Tarrasch am 28. Mai 1909 vom Judentum zur evangelisch-lutherischen Konfession. Sein Bestreben war, undiskriminiert als Deutscher anerkannt zu sein. Im Jahr 1924 wurde die Ehe von Tarrasch geschieden, im selben Jahr heiratete er Gertrude, geb. Schröder (1892–1966).
Tarrasch starb 1934 an den Folgen einer Lungenentzündung. Er wurde auf dem Münchener Nordfriedhof, Parzelle Nr. 128, beerdigt. Auf Initiative des Schachspielers Alfred Schattmann und seines Vereins, des Schachklubs SK Tarrasch-1945 München, wurde 1996 an der bereits aufgelösten Grabstelle wieder ein Grabstein errichtet, bei dessen Enthüllung der Münchner Schachgroßmeister Wolfgang Unzicker Tarraschs Verdienste würdigte. Die Grabsteininschrift enthält ein Schachbrett, umrandet mit Praeceptor Germaniae, ein Springer bildet das dominierende Element.

## Ehrenmitgliedschaften
- Schachklub Halle/Saale
- Schachklub Nürnberg
- Dresdner Schachvereinigung
- Schachklub Riga
- Akademischer. Schachklub München
- Bayerischer Schachbund
- Niedersächsischer Schachverband
- Schachklub Budapest
- Deutscher Schachbund,
- Schachklub Breslau
- City of London Chess Club (1915 wegen der Kriegsbeteiligung Deutschlands aberkannt)[18]

## Schriften (Auswahl)
- Dreihundert Schachpartien. Veit & Co., Leipzig 1895. 2., gekürzte und durch neue Partien ergänzte Auflage mit dem Untertitel Ein unsystematisches Lehrbuch des Schachspiels für geübte Spieler: Veit, Leipzig 1909. 3. Auflage, mit dem Untertitel Ein Lehrbuch des Schachspiels für geübte Spieler: Van Goor, Gouda 1925.
- Das internationale Schachturnier des Schachclubs Nürnberg im Juli-August 1896. Sammlung sämtlicher Partieen (mit Chr. Schröder). Veit & C., Leipzig 1897. 2. Auflage unter dem Titel Das große Schachturnier zu Nürnberg 1896: Vereinigung wissenschaftlicher Verlage, Berlin 1921.
- Der Schachwettkampf Marshall–Tarrasch im Herbst 1905. Veit & Co., Leipzig 1905.
- Der Schachwettkampf Lasker–Marshall im Frühjahr 1907. Veit & Co., Leipzig 1907.
- Das Champion-Turnier zu Ostende im Jahre 1907. Sammlung sämtlicher Partien. Mit ausführlichen Anmerkungen. Veit & Co., Leipzig 1907.
- Der Schachwettkampf Lasker–Tarrasch um die Weltmeisterschaft im August–September 1908. Mit einem Anhang: Neue Untersuchungen über Turmendspiele. Veit & Co., Leipzig 1908.
- Der Schachwettkampf Schlechter–Tarrasch auf dem Jubiläums-Kongreß des Kölner Schachklubs im Sommer 1911. Veit & Co., Leipzig 1912.
- Die moderne Schachpartie. Kritische Studien über mehr als 200 ausgewählte Meisterpartien der letzten zwölf Jahre mit besonderer Berücksichtigung der Eröffnungen speziell der spanischen Partie und des Damengambits. Selbstverlag, Nürnberg 1912. 2, verbesserte Auflage: Hedewig, Leipzig 1916.
- Das Großmeisterturnier zu St. Petersburg im Jahre 1914. Sammlung sämtlicher Partien mit ausführlichen Anmerkungen. Mit einem Anhang: Die Ergebnisse des Turniers für die Eröffnungslehre. Selbstverlag, Nürnberg 1914. 2., verbesserte Auflage: Hedewig, Leipzig 1916.
- Der Schachwettkampf Tarrasch–Mieses im Herbst 1916. Nebst einer Abhandlung über die französische und schottische Eröffnung. Veit, Leipzig 1916.
- Internationales Schachturnier zu Baden-Baden vom 15. April bis 14. Mai 1925. Sammlung sämtlicher Partien. Kagan, Berlin 1925.
- Das Schachspiel. Systematisches Lehrbuch für Anfänger und Geübte. Deutsche Buchgemeinschaft, Berlin 1931.